# Sígueme y te sigo
Sígueme y te sigo (in italiano: "seguimi e io ti seguirò") è un singolo dell'artista musicale portoricano Daddy Yankee, pubblicato il 12 marzo 2015.

## Video musicale
Il video ufficiale è stato pubblicato l'8 maggio 2015 attraverso il suo canale ufficiale DaddyYankeeVevo. È ambientato in un ballo scolastico in cui il re e la regina saranno scelti dai loro seguaci sui social network.
A febbraio 2020, il video ha avuto più di 552 milioni di visualizzazioni su YouTube.